# Alexander Schmemann
Alexander Schmemann (ur. 13 września 1921 w Tallinnie, zm. 13 grudnia 1983 w Nowym Jorku) – prawosławny teolog, profesor teologii liturgicznej i kaznodzieja. Studia ukończył w paryskim Instytucie Teologicznym, tam też podjął pracę w katedrze historii Kościoła. W 1946 przyjął święcenia kapłańskie. W 1951 przeniósł się wraz z rodziną do USA. Był dziekanem w Seminarium św. Włodzimierza w Nowym Jorku.

## Publikacje w języku polskim
- Za życie świata, przeł. Andrzej Kempfi, Warszawa: „Novum” 1988.
- Misja prawosławia, przeł. Tamara Penwell, Białystok: Bractwo Młodzieży Prawosławnej w Polsce 1992.
- Symbol wiary, przeł. Jarosław Charkiewicz, Białystok: „Orthdruk” 1996 (wyd. 2 popr. – Warszawa: Wydawnictwo Warszawskiej Metropolii Prawosławnej 2009).
- Eucharystia: misterium Królestwa, przeł. Andrzej Turczyński, Białystok: „Orthdruk” 1997.
- Droga prawosławia w historii, przeł. Henryk Paprocki, Białystok: Bractwo Młodzieży Prawosławnej w Polsce 2001.
- Wielki Post, przeł. Andrzej Kempfi, Białystok: [s.n.], dr. 1990 (wyd. 2 uzup. – Białystok: Orthdruk, 2005).